# Saldías
Saldias (oficialmente en euskera: Saldias) es un municipio español de la Comunidad Foral de Navarra, situado en la merindad de Pamplona, en la comarca de Alto Bidasoa y a 64 km de la capital de la comunidad, Pamplona. Su población en 2024 fue de 123 habitantes (INE).

## Símbolos
El escudo de armas del lugar de Saldías tiene el siguiente blasón:

Trae de oro y un roble de sínople. Por timbre un yelmo empenachado

## Geografía
La localidad de Saldías está situada en la parte Noroeste de la Comunidad Foral de Navarra dentro de la región geográfica de la Montaña de Navarra, el valle de Basaburúa Menor a una altitud 555 m s. n. m. Su término municipal tiene una superficie de 9,04 km² y limita al Limita al Norte y Este con el municipio de Beinza-Labayen, al sur con el de Basaburúa Mayor y al oeste con Erasun.

## Demografía
Saldías cuenta con una población de 123 habitantes (INE 2024).
| Gráfica de evolución demográfica de Saldías entre 1842 y 2021                                                       |
| |
| Población de derecho según los censos de población del INE Población de hecho según los censos de población del INE |

## Administración y política

### Gobierno municipal
| Partido político               | 2015  | 2015       | 2011  | 2011       | 2007  | 2007       | 2003  | 2003       | 1999  | 1999       | 1995  | 1995       | 1991 | 1991 |
| Partido político               | %     | Concejales | %     | Concejales | %     | Concejales | %     | Concejales | %     | Concejales | %     | Concejales |      |      |
| Candidatura Independiente      | 35,00 | 5          | 50,63 | 5          | 46,67 | 5          | —     | —          | —     | —          | —     | —          |      |      |
| Independientes de Saldias (IS) | —     | —          | —     | —          | —     | —          | 33,01 | 5          | 63,81 | 5          | —     | —          |      |      |
| Euskal Herritarrok (EH)        | —     | —          | —     | —          | —     | —          | —     | —          | 30,48 | 0          | —     | —          |      |      |
| Eusko Alkartasuna (EA)         | —     | —          | —     | —          | —     | —          | —     | —          | —     | —          | 51,55 | 5          |      |      |
| Independientes de Saldias (IS) | —     | —          | —     | —          | —     | —          | —     | —          | —     | —          | 49,28 | 5          |      |      |

En las Elecciones municipales de 2011, con un censo de 115 electores, participaron un total de 84 votantes (73,04 %) lo que da una abstención de 31 (26,96 %). De los votos emitidos 5 fueron nulos (5,95 %) y 2 fueron en blanco (2,53 %). La única formación que concurrió en los comicios fue Candidatura Independiente (CI) que obtuvo 40 votos (50,63 % de los votos válidos) y los 5 concejales con que cuenta el consistorio.
En la sesión constitutiva que tuvo lugar el 11 de junio fue elegido como alcalde Jacinto Domínguez San Nazario.
| Mandato   | Nombre del alcalde            | Partido político |
| --------- | ----------------------------- | ---------------- |
| 1979-1983 |                               |                  |
| 1983-1987 |                               |                  |
| 1987-1991 |                               |                  |
| 1991-1995 |                               |                  |
| 1995-1999 |                               |                  |
| 1999-2003 |                               |                  |
| 2003-2007 |                               |                  |
| 2007-2011 | Pedro Urrutia Gragirena       | CI               |
| 2011-     | Jacinto Domínguez San Nazario | CI               |

### Organización territorial
El municipio se divide en las siguientes entidades de población, según el nomenclátor de población publicado por el INE (Instituto Nacional de Estadística). Los datos de población se refieren a 2014
| Entidad de Población | Población (2014) |
| -------------------- | ---------------- |
| Saldías              | 118              |
| Urrutiña             | 0                |